# NGC 5251
NGC 5251 је лентикуларна галаксија у сазвежђу Волар која се налази на NGC листи објеката дубоког неба.
Деклинација објекта је + 27° 25' 9" а ректасцензија 13h 37m 24,8s. Привидна величина (магнитуда) објекта NGC 5251 износи 13,9 а фотографска магнитуда 14,8. NGC 5251 је још познат и под ознакама MCG 5-32-44, CGCG 161-90, KUG 1335+276, PGC 48119.